# Тимаген Милетский
Тимаген из Милета (или Тимоген; греч. Τιμαγένης ἢ Τιμογένης, Μιλήσιος; латинизир. Timagenes / Timogenes Milesius) — древнегреческий малоазийский писатель, историк и ритор.
Время и обстоятельства жизни и деятельности Тимагена Милетского почти не известны.
Лишь краткие сведения о Тимагене сохранились ромейском словаре «Суда» (ст. Τιμαγένης ἢ Τιμογένης):
«Тимаген или Тимоген. Из Милета. Историк и ритор. <Он написал> „О Гераклее на Понте“ и её учёных мужах (3 книги); и письма».
Возможно, что некоторые сведения, которые традиционно относят к более известному историку — Тимагену Александрийскому, являются, однако, остатками известий о Тимагене Милетском.